# Edward B. Pond
Edward B. Pond (Belleville, 7 settembre 1833 – San Francisco, 22 aprile 1910) è stato un politico statunitense, 21° sindaco di San Francisco.